# 佩奧拉 (堪薩斯州)
佩奧拉（英語：Paola）是一個位於美國堪薩斯州邁阿密縣的城市。同時該地也是邁阿密縣的縣治。

## 地方資料
佩奧拉的座標為38°34′25″N 94°52′24″W / 38.57361°N 94.87333°W，而該地的海拔高度為279米（即915英尺）。根據2010年美國人口普查，該地共人口5768人，而該地的面積約為14.33平方千米。